# Derek Foster, Baron Foster of Bishop Auckland
Derek Foster, Baron Foster of Bishop Auckland PC DL (* 25. Juni 1937; † 5. Januar 2019) war ein britischer Politiker. Er war von 1979 bis 2005 Abgeordneter für Bishop Auckland, County Durham, im House of Commons.
Foster war Mitglied der Labour Party. Von 1985 bis 1995 war er auch parlamentarischer Geschäftsführer der Partei. Nachdem Tony Blair 1994 jedoch diesen Posten übernommen hatte, wurde er zum Chancellor of the Duchy of Lancaster ernannt, mit dem Versprechen Blairs, sollte die Partei stärker werden, bekäme er einen Platz im britischen Kabinett. 1997, als Labour die Wahl für sich entscheiden konnte, wurde er dann stellvertretender parlamentarischer Staatssekretär nach David Clark. Nach bereits zwei Tagen gab er das Amt ab, später berichtete er, dass Blair sein Versprechen nicht gehalten hatte. Das Parlament sei zum „Schoßhund des Premierministers“ geworden, und, dass Blair wichtige Entscheidungen nur in einem kleinen Kreis seiner Vertrauten entscheide. Während der britischen Unterhauswahlen 2005 trat er von seiner aktiven Zeit als Politiker zurück. Am 13. Mai 2005 wurde bekanntgegeben, dass Foster zu einem Life Peer (Peer auf Lebenszeit) ernannt werden würde. Im Juni 2005 wurde er dann in die Peerage of the United Kingdom berufen.
Foster war der Sohn von Joseph Foster und Ethel Maud. 1972 heiratete er Florence Anne Bulmer, mit der er eine Tochter und drei Söhne hatte.